# Seznam vrst Aspergillus

Seznam vrst gliv v rodu Aspergillus.

## Vrste
Rod Aspergillus vsebuje več sto vrst gliv. Od avgusta 2023 obstaja 817 različnih kombinacij, vključno s sinonimi, kot jih priznava Species Fungorum, kar predstavlja 592 sprejetih vrst; Če v spodnjem seznamu ni navedenega avtorja/avtorjev (ali datuma objave), potem vrsta ni vključena v Species Fungorum.

### A
- Aspergillus acidohumus A.J. Chen, Frisvad & Samson (2016)[3]
- Aspergillus acidus Kozak. (1989)[4]
- Aspergillus acolumnaris Varshney & A.K. Sarbhoy (1981)[2]
- Aspergillus acrensis Hubka, A. Nováková, Yaguchi, Matsuz. & Y. Horie (2018)[2]
- Aspergillus aculeatinus Noonim, Frisvad, Varga & Samson (2008)[4]
- Aspergillus aculeatus Iizuka (1953)[2]
- Aspergillus acutus Blaser (1976)[2]
- Aspergillus aeneus Sappa (1954)[4]
- Aspergillus aerius Juan Chen, Frisvad & Samson (2016)[2]
- Aspergillus affinis Davolos, Persiani, Pietr. & Maggi (2011)[4]
- Aspergillus aflatoxiformans Frisvad, Ezekiel, Samson & Houbraken (2018)[2]
- Aspergillus agricola Pummi Singh, K.A. Callicott, M.J. Orbach & P.J. Cotty (2020)[2]
- Aspergillus alabamensis Balajee, Baddley, Frisvad & Samson (2009)[4]
- Aspergillus albertensis J.P. Tewari (1985)[2]
- Aspergillus alboluteus F. Sklenar, Jurjević, Ezekiel, Houbraken & Hubka (2021)[2]
- Aspergillus alboviridis J.P.Z. Siqueira, Gené, F. Sklenar & Hubka (2021)[2]
- Aspergillus allahabadii B.S. Mehrotra & Agnihotri (1963)[2]
- Aspergillus alliaceus Thom & Church (1945)[2]
- Aspergillus allocotus Bat. & H. Maia (1957)[2]
- Aspergillus alutaceus Berk. & M.A. Curtis (1875)[2]
- Aspergillus amazonensis (Henn.) Samson & Seifert (1986)[4]
- Aspergillus amazonicus D.Mares (2008)[5][6]
- Aspergillus ambiguus Sappa (1955)[4]
- Aspergillus amethystinus F. Sklenar, S.W. Peterson & Hubka (2020)[2]
- Aspergillus amoenus [4]
- Aspergillus amstelodami (L. Mangin) Thom & Church (1926)[4]
- Aspergillus amyloliquefaciens [4]
- Aspergillus amylovorus Panas. ex Samson (1979)[4]
- Aspergillus angustatus A.J. Chen, Frisvad & Samson (2016)[2][5]
- Aspergillus anomalus Mosseray (1934)[4]
- Aspergillus anthodesmis Bartoli & Maggi (1979)[4]
- Aspergillus apicalis B.S. Mehrotra & Basu (1976)[4]
- Aspergillus appendiculatus Blaser (1976)[4]
- Aspergillus arachidicola Pildain, Frisvad & Samson (2008)[4]
- Aspergillus arcoverdensis Y. Horie, Matsuzawa, Yaguchi & Camp.-Tak. (2014)[2]
- Aspergillus ardalensis A. Nováková, Hubka, S.W. Peterson & M. Kolařík (2015)[7]
- Aspergillus arenarioides Visagie, Hirooka & Samson (2014)[2]
- Aspergillus arenarius Raper & Fennell (1965)[4]
- Aspergillus argenteus J.N. Rai & H.J. Chowdhery (1980)[2]
- Aspergillus aridicola H.Z. Kong & Z.T. Qi (1995)[2]
- Aspergillus arizonicus Jurjević, Glässnerová, Yaguchi & Hubka (2021)[2]
- Aspergillus arxii (Fort & Guarro) Houbraken, Visagie & Samson (2014)[4]
- Aspergillus asclerogenus Jurjević & Hubka (2015)[2]
- Aspergillus askiburgiensis A. Nováková, Hubka, Frisvad, S.W. Peterson & M. Kolařík (2016)[7]
- Aspergillus aspearensis Houbraken, Frisvad, Arzanlou & Samson (2018)[2]
- Aspergillus asper Jurjević & S.W. Peterson (2016)[2]
- Aspergillus asperescens Stolk (1954)[4]
- Aspergillus assiutensis Moub. & Soliman (2011)[2]
- Aspergillus assulatus (S.B. Hong, Frisvad & Samson) Houbraken, Visagie & Samson (2014)[8]
- Aspergillus astellatus (Fennell & Raper) Houbraken, Visagie & Samson (2014)[8]
- Aspergillus atacamensis Zalar, Azúa-Bustos & Gunde-Cim. (2017)[2]
- Aspergillus atheciellus Samson & W. Gams (1986)[2]
- Aspergillus athecius Raper & Fennell (1965)[2]
- Aspergillus attinii J. Lehm. (1974)[2]
- Aspergillus aurantiacoflavus Hubka, A.J. Chen, Jurjević & Samson (2017)[2]
- Aspergillus aurantiobrunneus Raper & Fennell (1965)[2][4]
- Aspergillus aurantiopurpureus A.J. Chen, Frisvad & Samson (2016)[2][7]
- Aspergillus auratus Warcup (1965)[2]
- Aspergillus aureofulgens Luppi Mosca (1973)[2]
- Aspergillus aureolatus Munt.-Cvetk. & Bata (1964)[4]
- Aspergillus aureolus Fennell & Raper (1955)[2]
- Aspergillus aureoluteus Samson & W. Gams (1986)[2]
- Aspergillus aureoterreus Samson, S.W. Peterson, Frisvad & Varga (2011)[4]
- Aspergillus aureus [4]
- Aspergillus auricomus (Guég.) Saito (1939)[4]
- Aspergillus australensis (Samson, S.B. Hong & Varga) Houbraken, Visagie & Samson (2014)[8]
- Aspergillus austroafricanus Juridic, S.W. Peterson & B.W. Horn (2012)[4]
- Aspergillus austwickii Frisvad, Ezekiel, Samson & Houbraken (2018)[2]
- Aspergillus avenaceus G. Sm. (1943)[4]
- Aspergillus awamori Nakaz. (1907)[4]

### B
- Aspergillus baarnensis Samson, Visagie & Houbraken (2014)[8]
- Aspergillus baeticus A. Nováková & Hubka (2012)[4]
- Aspergillus bahamensis [4]
- Aspergillus banksianus Pitt (2020)[2]
- Aspergillus barbosae A.C.R. Barros-Correia, R.N. Barbosa, Houbraken & Souza-Motta (2020)[2]
- Aspergillus batatas Saito (1907)[2]
- Aspergillus beijingensis D.M. Li, Y. Horie, Yu X. Wang & R.Y. Li (1998)[2]
- Aspergillus bertholletius Taniwaki, Pitt & Frisvad (2012)[8]
- Aspergillus bezerrae J.P. Andrade, C.N. Figueiredo, H.G. de Souza, J.T. De Souza & P.A.S. Marbach (2019)[2]
- Aspergillus bicephalus J.P.Z. Siqueira, Gené & Guarro (2016)[2]
- Aspergillus bicolor M. Chr. & States (1978)[2]
- Aspergillus biplanus Raper & Fennell (1965)[4]
- Aspergillus bisporus Kwon-Chung & Fennell (1971)[4]
- Aspergillus bombycis S.W. Peterson, Yoko Ito, B.W. Horn & T. Goto (2001)[4]
- Aspergillus botswanensis A.J. Chen, Frisvad & Samson (2016)[2]
- Aspergillus botucatensis Y. Horie, Miyaji & Nishim. (1995)[2]
- Aspergillus brasiliensis Varga, Frisvad & Samson (2007)[4]
- Aspergillus brevijanus S.W. Peterson (2008)[9]
- Aspergillus brevipes G. Sm. (1952)[4]
- Aspergillus brevistipitatus A. Nováková & Hubka (2013)[8]
- Aspergillus bridgeri M. Chr. (1982)[4]
- Aspergillus brunneo-uniseriatus Suj. Singh & B.K. Bakshi (1961)[4]
- Aspergillus brunneus
- Aspergillus brunneoviolaceus Bat. & H. Maia (1955)[4]
- Aspergillus burnettii Pitt (2020)[2]

### C
- Aspergillus caatingaensis Y. Horie, Matsuz., Yaguchi & Y. Takaki (2014)[8]
- Aspergillus caelatus B.W. Horn (1997)[4]
- Aspergillus caesiellus Saito (1904)[2]
- Aspergillus caespitosus Raper & Thom (1944)[2]
- Aspergillus calidoustus Varga, Houbraken & Samson (2008)[4]
- Aspergillus californicus Frisian, Varga & Samson (2011)[8]
- Aspergillus campestris M. Chr. (1982)[4]
- Aspergillus canadensis Visagie, N. Yilmaz, F. Sklenář & Seifert (2017)[2]
- Aspergillus candidus Link (1809)[2]
- Aspergillus caninus (Sigler, Deanna A. Sutton, Gibas, Summerb. & Iwen) Houbraken, Tanney, Visagie & Samson (2014)[8]
- Aspergillus capensis Visagie, Hirooka & Samson (2014)[8]
- Aspergillus caperatus Juan Chen, Frisvad & Samson (2017)[2]
- Aspergillus capsici [8]
- Aspergillus carbonarius (Bainier) Thom (1916)[4]
- Aspergillus carlsbadensis Frisvad, Varga & Samson (2011)[2]
- Aspergillus carneus Blochwitz (1933)[2]
- Aspergillus carlsbadensis [8]
- Aspergillus cavernicola Lörinczi (1969)[4]
- Aspergillus cejpii (Milko) Samson, Varga, Visagie & Houbraken (2014)[8]
- Aspergillus cellulosae Ellenberger (1916)[2]
- Aspergillus cerealis Houbraken, Frisvad, Ezekiel & Samson (2018)[2]
- Aspergillus cervinus Massee (1914)[4]
- Aspergillus chaetosartoryae Hubka, Kocsubé & Houbraken (2020)[2]
- Aspergillus chevalieri (L. Mangin) Thom & Church (1926)[4]
- Aspergillus chinensis Samson, Visagie & Houbraken (2014)[8]
- Aspergillus chlamydosporus (Gené & Guarro) Houbraken, Tanney, Visagie & Samson (2014)[2]
- Aspergillus christenseniae A.J. Chen, Frisvad & Samson (2016)[2]
- Aspergillus chryseides Samson & W. Gams (1986)[2]
- Aspergillus chrysellus Kwon-Chung & Fennell (1965)[2]
- Aspergillus chungii [4]
- Aspergillus cibarius S.B. Hong & Samson (2012)[4]
- Aspergillus citocrescens Hubka, A. Nováková & M. Kolařík (2015)[2]
- Aspergillus citrinoterreus J. Guinea, Sand.-Den., Escribano, Bouza & Guarro (2015)[8]
- Aspergillus citrisporus Höhn. (1902)[2]
- Aspergillus clavatoflavus [4]
- Aspergillus clavatonanicus Bat., H. Maia & Alecrim (1955)[4]
- Aspergillus clavatophorus F. Sklenář, S.W. Peterson & Hubka (2017)[2]
- Aspergillus clavatus Desm. (1834)[2]
- Aspergillus cleistominutus [4]
- Aspergillus collembolorum Dörfelt & A.R. Schmidt (2005)[2]
- Aspergillus collinsii Jurjević & S.W. Peterson (2016)[2]
- Aspergillus coloradensis F. Sklenar, Jurjević & Hubka (2020)[2]
- Aspergillus compatibilis Samson & W. Gams (1986)[2]
- Aspergillus conicus Blochwitz (1914)[4]
- Aspergillus conjunctus Kwon-Chung & Fennell (1965)[4]
- Aspergillus contaminans Hubka, Jurjević, S.W. Peterson & Lysková (2017)[2]
- Aspergillus conversis Hubka & A. Nováková (2013)[4]
- Aspergillus coreanus S.B. Hong, Frisvad & Samson (2006)[4]
- Aspergillus coremiiformis Bartoli & Maggi (1979)[4]
- Aspergillus corolligenus (Massee) Subram. (1971)[2]
- Aspergillus corrugatus Udagawa & Y. Horie (1976)[2]
- Aspergillus costaricensis Samson & Frisvad (2004)[4]
- Aspergillus costiformis H.Z. Kong & Z.T. Qi (1995)[4]
- Aspergillus crassihyphae Wadhwani & N. Mehrotra (1985)[2]
- Aspergillus creber Jurjević, S.W. Peterson & B.W. Horn (2012)[4]
- Aspergillus cremeoflavus Samson & W. Gams (1986)[2]
- Aspergillus cremeus Kwon-Chung & Fennell (1965)[10]
- Aspergillus cretensis Frisvad & Samson (2004)[4]
- Aspergillus cristatellus Kozak. (1989)[2]
- Aspergillus cristatus Raper & Fennell (1965)[4]
- Aspergillus croceiaffinis F. Sklenar, Jurjević & Hubka (2020)[2]
- Aspergillus croceus Hubka, A. Nováková, Frisvad, S.W. Peterson & M. Kolařík (2016)[2]
- Aspergillus crustosus Raper & Fennell (1965)[4]
- Aspergillus crystallinus [4]
- Aspergillus cumulatus D.Han Kim & S.B. Hong (2014)[2]
- Aspergillus curvatus Al-Bedak & Moubasher (2020)[2]
- Aspergillus curviformis H.J. Chowdhery & J.N. Rai (1980)[2]
- Aspergillus cvjetkovicii Jurjević, S.W. Peterson & B.W. Horn (2012)[4]

### D
- Aspergillus deflectus Fennell & Raper (1955)[2]
- Aspergillus delacroixii[4]
- Aspergillus delicatus H.Z. Kong (1997)[4]
- Aspergillus densus[4]
- Aspergillus dentatulus[4]
- Aspergillus denticulatus (Samson, S.B. Hong & Frisvad) Samson, S.B. Hong, Visagie & Houbraken (2014)[2]
- Aspergillus depauperatus [4]
- Aspergillus desertorum (Samson & Mouch.) Samson, Visagie & Houbraken (2014)[2][8]
- Aspergillus dessyi[4]
- Aspergillus destruens Zalar, F. Sklenář, S.W. Peterson & Hubka (2017)[2]
- Aspergillus digitatus[4]
- Aspergillus dimorphicus B.S. Mehrotra & R. Prasad (1969)[4]
- Aspergillus diplocystis[4]
- Aspergillus dipodomyus F. Sklenar, Jurjević & Hubka (2020)[2]
- Aspergillus discophorus Samson, Zalar & Frisvad (2008)[4]
- Aspergillus disjunctus[4]
- Aspergillus diversus Raper & Fennell (1965)[4]
- Aspergillus dobrogensis A. Nováková, Jurjević, Sklenar, Frisvad, Houbraken & Hubka (2018)[2]
- Aspergillus domesticus F. Sklenář, Houbraken, Zalar & Hubka (2017)[2]
- Aspergillus dorothicus[4]
- Aspergillus dromiae A.J. Chen (2016)[2]
- Aspergillus dubius Corda (1838)[4]
- Aspergillus duricaulis[4]
- Aspergillus dybowskii (Pat.) Samson & Seifert (1986)[4]

### E
- Aspergillus eburneocremeus Sappa (1954)[4]
- Aspergillus eburneus[4]
- Aspergillus echinosporus[4]
- Aspergillus echinulatus Thom & Church (1926)[4]
- Aspergillus ecuadorensis[4]
- Aspergillus effusus[4]
- Aspergillus egyptiacus Moub. & Moustafa (1972)[2]
- Aspergillus elatior[4]
- Aspergillus elegans Gasperini (1887)[4]
- Aspergillus ellipsoideus J.N. Rai & H.J. Chowdhery (1980)[4]
- Aspergillus ellipticus Raper & Fennell (1965)[4]
- Aspergillus elongatus J.N. Rai & S.C. Agarwal (1970)[4]
- Aspergillus elsenburgensis Visagie, S.M. Romero & Houbraken (2020)[2]
- Aspergillus endophyticus Hubka, A.J. Chen & Samson (2017)[11]
- Aspergillus equitis Samson & W. Gams (1986)[4]
- Aspergillus erythrocephalus Berk. & M.A. Curtis (1868)[4]
- Aspergillus eucalypticola Varga, Frisvad & Samson (2011)[2]
- Aspergillus europaeus Hubka, A. Nováková, Samson, Houbraken, Frisvad & M. Kolařík (2016)[12]

### F
- Aspergillus falconensis Y. Horie, Miyaji, Nishim. & Udagawa (1989)[4]
- Aspergillus fasciculatus [4]
- Aspergillus felis Barrs, van Doorn, Varga & Samson (2013)[8]
- Aspergillus fennelliae Kwon-Chung & S.J. Kim (1974)[4]
- Aspergillus ferenczii (Varga & Samson) Samson, Varga, Visagie & Houbraken (2014)[8]
- Aspergillus ferrugineus [4]
- Aspergillus ficuum (Reichardt) Thom & Currie (1916)[4]
- Aspergillus fiemonthi [4]
- Aspergillus fijiensis Varga, Frisvad & Samson (2011)[13]
- Aspergillus filifer Zalar, Frisvad & Samson (2008)[4]
- Aspergillus fimetarius [4]
- Aspergillus fimeti [4]
- Aspergillus fimicola H.Z. Kong & Z.T. Qi (1995)[2]
- Aspergillus fischeri Wehmer (1907)[4]
- Aspergillus fischerianus Samson & W. Gams (1986)[4]
- Aspergillus flaschentraegeri Stolk (1964)[4]
- Aspergillus flavescens [4]
- Aspergillus flavidus [4]
- Aspergillus flavipes (Bainier & R. Sartory) Thom & Church (1926)[4]
- Aspergillus flavofurcatus Bat. & H. Maia (1955)[4]
- Aspergillus flavoviridescens[4]
- Aspergillus flavus Link (1809)[2]
- Aspergillus floccosus (Y.K. Shih) Samson, S.W. Peterson, Frisvad & Varga (2011)[4]
- Aspergillus flocculosus Frisvad & Samson (2004)[2]
- Aspergillus floridensis Jurjević, G. Perrone & S.W. Peterson (2012)[8]
- Aspergillus floriformis Samson & Mouch. (1975)[4]
- Aspergillus foeniculicola Udagawa (1979)[4]
- Aspergillus foetidus Thom & Raper (1945)[2]
- Aspergillus fonsecaeus Thom & Raper (1945)[4]
- Aspergillus foutoynontii [4]
- Aspergillus foveolatus Y. Horie (1978)[4]
- Aspergillus frankstonensis Barrs, Talbot & Houbraken (2017)[2]
- Aspergillus frequens Hubka, A. Nováková, M. Kolařík & S.W. Peterson (2015)[2]
- Aspergillus fresenii Subram. (1971)[4]
- Aspergillus fructus Jurjević, S.W. Peterson & B.W. Horn (2012)[4]
- Aspergillus fruticans Samson & W. Gams (1986)[4]
- Aspergillus fruticulosus Raper & Fennell (1965)[4]
- Aspergillus fujiokensis Sugiy. (1967)[4]
- Aspergillus fuliginosus [4]
- Aspergillus fulvus [4]
- Aspergillus fumaricus [4]
- Aspergillus fumigatiaffinis S.B. Hong, Frisvad & Samson (2006)[4]
- Aspergillus fumigatoides [4]
- Aspergillus fumigatus Fresen. (1863)[2]
- Aspergillus fumisynnematus Y. Horie, Miyaji, Nishim., Taguchi & Udagawa (1993)[4]
- Aspergillus fungoides[4]
- Aspergillus funiculosus G. Sm. (1956)[4]
- Aspergillus fuscicans S.M. Romero, A.I. Romero, V.A. Barrera & Comerio (2018)[2]
- Aspergillus fuscus[4]

### G
- Aspergillus gaarensis Al-Bedak & Moubasher (2020)[2]
- Aspergillus galapagensis (Frisvad, S.B. Hong & Samson) Samson, Frisvad & Houbraken (2014)[8]
- Aspergillus galeritus[4]
- Aspergillus germanicus Varga, Frisvad & Samson (2011)[8]
- Aspergillus giganteus Wehmer (1901)[4]
- Aspergillus gigantosulphureus[4]
- Aspergillus gigas[4]
- Aspergillus glaber Blaser (1976)[4]
- Aspergillus glabripes F. Sklenář, Jurjević & Hubka (2017)[2]
- Aspergillus glaucoaffinis Samson & W. Gams (1986)[4]
- Aspergillus glauconiveus Samson & W. Gams (1986)[4]
- Aspergillus glaucus (L.) Link (1809)[2]
- Aspergillus globosus[4]
- Aspergillus godfrini[4]
- Aspergillus gorakhpurensis Kamal & Bhargava (1969)[4]
- Aspergillus gracilis Bainier (1907)[4]
- Aspergillus granulatus Mosseray (1934)[4]
- Aspergillus granulosus Raper & Thom (1944)[4]
- Aspergillus gratioti[4]
- Aspergillus greconis[4]
- Aspergillus griseoaurantiacus Visagie, Hirooka & Samson (2014)[2]
- Aspergillus griseus Link (1824)[4]
- Aspergillus guttifer[4]
- Aspergillus gymnosardae Yukawa (1911)[4]

### H
- Aspergillus hainanicus X.C. Wang & W.Y. Zhuang (2022)[2]
- Aspergillus haitiensis Varga, Frisvad & Samson (2010)[2]
- Aspergillus halophilicus[4]
- Aspergillus halophilus[4]
- Aspergillus hancockii Pitt (2017)[2]
- Aspergillus heldtiae Visagie (2020)[2]
- Aspergillus helicothrix Al-Musallam (1980)[4]
- Aspergillus hennebergii Blochwitz (1935)[4]
- Aspergillus herbariorum [4]
- Aspergillus heterocaryoticus C.M. Chr., L.C. López & C.R. Benj. (1965)[4]
- Aspergillus heteromorphus Bat. & H. Maia (1957)[4]
- Aspergillus heterothallicus[4]
- Aspergillus heyangensis Z.T. Qi, Z.M. Sun & Yu X. Wang (1994)[4]
- Aspergillus hiratsukae Udagawa, Tsub. & Y. Horie (1991)[4]
- Aspergillus haitiensis[8]
- Aspergillus hollandicus  Samson & W. Gams (1986)[4]
- Aspergillus homomorphus Steiman, Guiraud, Sage & Seigle-Mur. ex Samson & Frisvad (2004)[4]
- Aspergillus hongkongensis C.C. Tsang et al, (2016)[2]
- Aspergillus hordei F. Sklenář, S.W. Peterson & Hubka (2017)[2]
- Aspergillus hortae[4]
- Aspergillus hortai
- Aspergillus huiyaniae Y. Horie, Matsuz., Abliz & Yaguchi (2014)[2]
- Aspergillus humicola Chaudhuri & Sachar (1934)[4]
- Aspergillus humus[4]
- Aspergillus hydei Doilom (2020)[2]

### I
- Aspergillus ibericus R. Serra, J. Cabañes & G. Perrone (2006)[2]
- Aspergillus igneus Kozak. (1989)[4]
- Aspergillus iizukae Sugiy. (1967)[4]
- Aspergillus implicatus Persiani & Maggi (1994)[4]
- Aspergillus incahuasiensis E. Piontelli, P. Vieille & S.W. Peterson (2019)[2]
- Aspergillus incrassatus [4]
- Aspergillus indicus[4]
- Aspergillus indohii Y. Horie (2003)[4]
- Aspergillus indologenus Varga, Frisvad & Samson (2011)[4]
- Aspergillus inflatus (Stolk & Malla) Samson, Frisvad, Varga, Visagie & Houbraken (2014)[8]
- Aspergillus infrequens F. Sklenář, S.W. Peterson & Hubka (2017)[2]
- Aspergillus ingratus Yaguchi, Someya & Udagawa (1993)[4]
- Aspergillus insecticola Subram. (1971)[4]
- Aspergillus insolitus (G. Sm.) Houbraken, Visagie & Samson (2014)[8]
- Aspergillus insuetus (Bainier) Thom & Church (1929)[4]
- Aspergillus insulicola Montem. & A.R. Santiago (1975)[4]
- Aspergillus intermedius Blaser (1976)[4]
- Aspergillus inuii Sakag., Iizuka & M. Yamaz. (1950)[4]
- Aspergillus inusitatus F. Sklenar, C. Silva Pereira, Houbraken & Hubka (2021)[2]
- Aspergillus iranicus Arzanlou, Houbraken & Samadi (2016)[2]
- Aspergillus israelensis A.J. Chen, Frisvad & Samson (2016)[2]
- Aspergillus itaconicus Kinosh. (1931)[4]
- Aspergillus ivoriensis Bartoli & Maggi (1979)[4]

### J
- Aspergillus jaipurensis Samson, Visagie & Houbraken (2014)[8]
- Aspergillus janus Raper & Thom (1944)[4]
- Aspergillus japonicus Saito (1906)[4]
- Aspergillus jeanselmei M. Ota (1923)[4]
- Aspergillus jensenii Jurjević, S.W. Peterson & B.W. Horn (2012)[4]
- Aspergillus jilinensis X.Z. Jiang (2020)[2]

### K
- Aspergillus kalimae Tanney, Visagie & Seifert (2017)[2]
- Aspergillus kambarensis Sugiy. (1967)[4]
- Aspergillus kanagawaensis Nehira (1951)[4]
- Aspergillus karnatakaensis Varga, Frisvad & Samson (2010)[2]
- Aspergillus kassunensis Baghd. (1968)[4]
- Aspergillus keratitidis (Wei L. Chen, Y.M. Ju, H.M. Hsieh, H.Y. Lin & F.R. Hu) Zalar & Wei L. Chen (2017)[2]
- Aspergillus katsuobushi[4]
- Aspergillus keveii Varga, Frisvad & Samson (2007)[4]
- Aspergillus keveioides L. Wang (2013)[2]
- Aspergillus koningii Oudem. (1902)[4]
- Aspergillus koreanus Hyang B. Lee, T.T. Duong & T.T. Nguyen (2016)[2]
- Aspergillus krugeri Visagie (2020)[2]
- Aspergillus kumbius Pitt (2020)[2]

### L
- Aspergillus labruscus Fungaro, Sartori, Ferranti, Frisvad, Taniwaki & Iamanaka (2017)[2]
- Aspergillus laciniosus S.B. Hong, Frisvad & Samson (2006)[4]
- Aspergillus lacticoffeatus Frisvad & Samson (2004)[4]
- Aspergillus lannaensis Suwannar., S. Khuna & Lumyong (2021)[2]
- Aspergillus laneus [4]
- Aspergillus lanosus Kamal & Bhargava (1969)[4]
- Aspergillus lanuginosus F. Sklenar & Hubka (2021)[2]
- Aspergillus laokiashanensis [4]
- Aspergillus lateralis [4]
- Aspergillus latilabiatus A.J. Chen, Frisvad & Samson (2016)[2]
- Aspergillus latus (Thom & Raper) A.J. Chen, Frisvad & Samson (2016)[2]
- Aspergillus lentulus Balajee & K.A. Marr (2005)[2]
- Aspergillus lepidophyton[4]
- Aspergillus leporis States & M. Chr. (1966)[4]
- Aspergillus leucocarpus Hadlok & Stolk (1969)[4]
- Aspergillus levisporus Hubka, A.J. Chen, Jurjević & Samson (2017)[2]
- Aspergillus lignieresii [4]
- Aspergillus limoniformis Z.F. Zhang & L. Cai (2020)[2]
- Aspergillus longistipitatus F. Sklenar, Jurjević & Hubka (2020)[2]
- Aspergillus longivesica L.H. Huang & Raper (1971)[4]
- Aspergillus longobasidia [4]
- Aspergillus loretoensis S. González-Martinez & A. Portillo-López (2019)[2]
- Aspergillus luchensi [4]
- Aspergillus luchuensis [4]
- Aspergillus lucknowensis J.N. Rai, J.P. Tewari & S.C. Agarwal (1968)[4]
- Aspergillus luppii Hubka, A. Nováková, M. Kolařík & S.W. Peterson (2015)[2]
- Aspergillus luteoniger[4]
- Aspergillus luteorubrus Pitt (2020)[2]
- Aspergillus luteovirescens[4]
- Aspergillus lutescens[4]
- Aspergillus luteus[4]

### M
- Aspergillus macfiei[4]
- Aspergillus macrosporus[4]
- Aspergillus magaliesburgensis Visagie (2020)[2]
- Aspergillus magnivesiculatus F. Sklenář, Zalar, Jurjević & Hubka (2017)[2]
- Aspergillus malignus Gedoelst ex Lindt (1889)[4]
- Aspergillus mallochii C.M. Visagie, N. Yilmaz & Seifert (2017)[2]
- Aspergillus malodoratus[4]
- Aspergillus malvaceus[4]
- Aspergillus malvicolor A.D. Hocking (2020)[2]
- Aspergillus mandshuricus[4]
- Aspergillus mangaliensis A. Nováková, Hubka, S.W. Peterson & M. Kolařík (2015)[8]
- Aspergillus manginii Thom & Raper (1945)[4]
- Aspergillus mannitosus[4]
- Aspergillus maritimus Samson & W. Gams (1986)[4]
- Aspergillus marvanovae Hubka, S.W. Peterson, Frisvad & M. Kolařík (2013)[8]
- Aspergillus mattletii[4]
- Aspergillus maximus[4]
- Aspergillus medius R. Meissn. (1897)[4]
- Aspergillus megasporus C.M. Visagie, N. Yilmaz & Seifert (2017)[2]
- Aspergillus melitensis[4]
- Aspergillus melleus Yukawa (1911)[4]
- Aspergillus mellinus Novobr. (1972)[4]
- Aspergillus mencieri[4]
- Aspergillus michelii[4]
- Aspergillus microcephalus Mosseray (1934)[4]
- Aspergillus microcysticus Sappa (1955)[4]
- Aspergillus micronesiensis Visagie, Hirooka & Samson (2014)[8]
- Aspergillus microperforatus J.P.Z. Siqueira, Deanna A. Sutton & J. Gené (2017)[2]
- Aspergillus microsporus[4]
- Aspergillus microthecius Samson & W. Gams (1986)[4]
- Aspergillus microviridicitrinus [4]
- Aspergillus minimus Wehmer (1899)[4]
- Aspergillus minisclerotigenes Vaamonde, Frisvad & Samson (2008)[4]
- Aspergillus minor[4]
- Aspergillus minutus[4]
- Aspergillus miraensis (L.C. Zhang, Juan Chen & S.X. Guo) Hubka, S.W. Peterson & M. Kolařík (2016)[2]
- Aspergillus miyajii Y. Horie (1997)[4]
- Aspergillus miyakoensis[4]
- Aspergillus mollis[4]
- Aspergillus monodii (Locq.-Lin.) Varga, Frisvad & Samson (2011)[8]
- Aspergillus montenegroi Y. Horie, Miyaji & Nishim. (1996)[4]
- Aspergillus montevidensis Talice & J.A. Mackinnon (1931)[4]
- Aspergillus montoensis Y.P. Tan, Bishop-Hurley, S.M. Thompson & R.G. Shivas (2021)[2]
- Aspergillus mottae Soares, P. Rodrigues, S.W. Peterson, N. Lima & Venâncio (2012)[8]
- Aspergillus movilensis A. Nováková, Hubka, S.W. Peterson & M. Kolařík (2015)[2]
- Aspergillus mucoroides[4]
- Aspergillus mucoroideus[4]
- Aspergillus muelleri[4]
- Aspergillus multicolor Sappa (1954)[4]
- Aspergillus multiplicatus Yaguchi, Someya & Udagawa (1994)[4]
- Aspergillus mulundensis Bills & Frisvad (2016)[5]
- Aspergillus muricatus Udagawa, Uchiy. & Kamiya (1994)[4]
- Aspergillus muscivora[4]
- Aspergillus mutabilis Bainier & Sartory (1911)[4]
- Aspergillus mycetomi-villabruzzii[4]
- Aspergillus mycobanche[4]

### N
- Aspergillus nakazawae Sakag., Iizuka & M. Yamaz. (1950)[4]
- Aspergillus nanangensis Pitt (2020)[2]
- Aspergillus nantae[4]
- Aspergillus nanus[4]
- Aspergillus navahoensis M. Chr. & States (1982)[4]
- Aspergillus neoafricanus[8]
- Aspergillus neoalliaceus A. Nováková, Hubka, Samson, Frisvad & Houbraken (2018)[2]
- Aspergillus neoauricomus[14]
- Aspergillus neobridgeri Frisvad & Samson (2004)[4]
- Aspergillus neocarnoyi Kozak. (1989)[4]
- Aspergillus neoechinulatus
- Aspergillus neoellipticus Kozak. (1989)[4]
- Aspergillus neoflavipes Hubka, A. Nováková, M. Kolařík & S.W. Peterson (2015)[15]
- Aspergillus neoglaber Kozak. (1989)[4]
- Aspergillus neoindicus[8]
- Aspergillus neoniger Varga, Frisvad & Samson (2011)[8]
- Aspergillus neoniveus Samson, S.W. Peterson, Frisvad & Varga (2011)[8]
- Aspergillus neoterreus X.C. Wang & W.Y. Zhuang (2022)[2]
- Aspergillus nidulans (Eidam) G. Winter (1884)[2]
- Aspergillus nidulellus[4]
- Aspergillus niger Tiegh. (1867)[2]
- Aspergillus nigrescens[4]
- Aspergillus nigricans[4]
- Aspergillus nishimurae Takada, Y. Horie & Abliz (2001)[4]
- Aspergillus niveoglaucus Thom & Raper (1941)[4]
- Aspergillus niveus[4]
- Aspergillus noelting[4]
- Aspergillus nomiae Kurtzman, B.W. Horn & Hesselt. (1987)[2]
- Aspergillus nominus[4]
- Aspergillus nomius[4]
- Aspergillus noonimiae Tanney, Visagie & Seifert (2017)[2]
- Aspergillus novofumigatus S.B. Hong, Frisvad & Samson (2006)[2]
- Aspergillus novoguineensis A.J. Chen, Frisvad & Samson (2016)[2]
- Aspergillus novoparasiticus S.S. Gonç., Stchigel, Cano, Colombo & Guarro (2012)[16]
- Aspergillus novofumigatus[4]
- Aspergillus novus[4]
- Aspergillus nutans McLennan & Ducker (1954)[2]

### O
- Aspergillus occultus Visagie, Seifert, Frisvad & Samson (2014)[8]
- Aspergillus ochraceopetaliformis Bat. & Maia (1957)[4]
- Aspergillus ochraceoroseus Bartoli & Maggi (1979)[4]
- Aspergillus ochraceoruber[4]
- Aspergillus ochraceus G. Wilh. (1877)
- Aspergillus oerlinghausenensis Bader & Houbraken (2015)[8]
- Aspergillus okavangoensis Visagie & Nkwe (2021)[2]
- Aspergillus okazakii[4]
- Aspergillus oleicola Frisvad, Zalar & Samson (2008)[2]
- Aspergillus olivaceofuscus[4]
- Aspergillus olivaceus[4]
- Aspergillus olivascens[4]
- Aspergillus olivicola[4]
- Aspergillus olivimuriae Crognale & S.W. Peterson (2019)[2]
- Aspergillus omanensis Y. Horie & Udagawa (1995)[4]
- Aspergillus onikii[4]
- Aspergillus oosporus[4]
- Aspergillus ornatulus Samson & W. Gams (1986)[4]
- Aspergillus ornatus[4]
- Aspergillus oryzae
- Aspergillus osmophilus Askari & Zare (2014)[8]
- Aspergillus ostianus Wehmer (1899)[4]
- Aspergillus otanii Takada, Y. Horie & Abliz (2001)[4]
- Aspergillus ovalispermus[4]
- Aspergillus oxumiae C.N. Figueiredo, L.S. Sales, Y.F. Figueiredo, J.P. Andrade & J.T. De Souza (2020)[2]

### P
- Aspergillus pachycaulis F. Sklenář, S.W. Peterson, Jurjević & Hubka (2017)[2]
- Aspergillus pachycristatus Matsuz., Y. Horie & Yaguchi (2012)[8]
- Aspergillus paleaceus Samson & W. Gams (1986)[4]
- Aspergillus pallidofulvus Visagie, Varga, Frisvad & Samson (2014)[8]
- Aspergillus pallidus Kamyschko (1963)[4]
- Aspergillus panamensis Raper & Thom (1944)[4]
- Aspergillus papuensis (Samson, S.B. Hong & Varga) Samson, S.B. Hong & Varga (2014)[8]
- Aspergillus paradoxus[4]
- Aspergillus parafelis Sugui, S.W. Peterson & Kwon-Chung (2014)
- Aspergillus parasiticus Speare (1912)[2]
- Aspergillus parrulus[4]
- Aspergillus parvathecius Raper & Fennell (1965)[4]
- Aspergillus parvisclerotigenus[4]
- Aspergillus parviverruculosus H.Z. Kong & Z.T. Qi (1995)[4]
- Aspergillus parvulus G. Sm. (1961)[17]
- Aspergillus paulistensi Y. Horie, Miyaji & Nishim. (1995)[4]
- Aspergillus penicillatus[4]
- Aspergillus penicilliformis Kamyschko (1963)[4]
- Aspergillus penicillioides Speg. (1896)[4]
- Aspergillus penicillioideum[4]
- Aspergillus penicillopsis[4]
- Aspergillus pepii Despot, Kocsubé, Varga & Klarić (2016)[2]
- Aspergillus periconioides Sacc. (1913)[4]
- Aspergillus pernambucoensis Y. Horie, Matsuz., Yaguchi & Y. Takaki (2014)[2]
- Aspergillus perniciosus[4]
- Aspergillus persii A.M. Corte & Zotti (2002)[4]
- Aspergillus petersonii Jurjević & Hubka (2015)[8]
- Aspergillus petrakii Vörös-Felkai (1957)[4]
- Aspergillus peyronelii Sappa (1955)[4]
- Aspergillus phaeocephalus[4]
- Aspergillus phialiformis Z.F. Zhang & L. Cai (2020)[2]
- Aspergillus phialiseptatus Kwon-Chung (1975)[4]
- Aspergillus phialosimplex Z.F. Zhang & L. Cai (2020)[2]
- Aspergillus phoenicis[4]
- Aspergillus pidoplichknovii Bilaĭ & Koval (1988)[4]
- Aspergillus pipericola Frisvad, Samson & Houbraken (2018)[2]
- Aspergillus piperis Samson & Frisvad (2004)[4]
- Aspergillus pisci[8]
- Aspergillus pluriseminatus (Stchigel & Guarro) Samson, Visagie & Houbraken (2014)[8]
- Aspergillus polychromus[4]
- Aspergillus polyporicola Hubka, A. Nováková, M. Kolařík & S.W. Peterson (2015)[8]
- Aspergillus porosus Juan Chen, Frisvad & Samson (2017)[2]
- Aspergillus porphyreostipitatus Visagie, Hirooka & Samson (2014)[8]
- Aspergillus posadasensis Y. Marín, Stchigel & Cano (2014)[2]
- Aspergillus pouchetii[4]
- Aspergillus pragensis Hubka, Frisvad & M. Kolařík (2014)[2]
- Aspergillus primulinus Udagawa, Toyaz. & Tsub. (1993)[4]
- Aspergillus profusus[4]
- Aspergillus proliferans G. Sm. (1943)[4]
- Aspergillus protuberus Munt.-Cvetk. (1968)[4]
- Aspergillus posadasensis[8]
- Aspergillus pragensis[8]
- Aspergillus pseudocaelatus Varga, Samson & Frisvad (2011)[2]
- Aspergillus pseudocarbonarius[4]
- Aspergillus pseudocitricus[4]
- Aspergillus pseudoclavatus[4]
- Aspergillus pseudodeflectus Samson & Mouch. (1975)[4]
- Aspergillus pseudoelatior[4]
- Aspergillus pseudoelegans Frisvad & Samson (2004)[4]
- Aspergillus pseudofelis Sugui, S.W. Peterson & Kwon-Chung (2014)[2]
- Aspergillus pseudoflavus[4]
- Aspergillus pseudoglaucus Blochwitz (1929)[4]
- Aspergillus pseudogracilis F. Sklenář, Jurjević & Hubka (2017)[2]
- Aspergillus pseudoheteromorphus[4]
- Aspergillus pseudoniger[4]
- Aspergillus pseudonomius Varga, Samson & Frisvad (2011)[2]
- Aspergillus pseudosclerotiorum Siqueira, Deanna A. Sutton & Gené (2017)[2]
- Aspergillus pseudotamarii Yoko Ito, S.W. Peterson, Wicklow & T. Goto (2001)[4]
- Aspergillus pseudoterreus S.W. Peterson, Samson & Varga (2011)[2]
- Aspergillus pseudoustus Frisvad, Varga & Samson (2011)[2]
- Aspergillus pseudoviridinutans Sugui, S.W. Peterson & Kwon-Chung (2014)[2]
- Aspergillus pulchellus[4]
- Aspergillus pulmonum-hominis[4]
- Aspergillus pulvericola Visagie, Seifert, Frisvad & Samson (2014)[8]
- Aspergillus pulverulentus (McAlpine) Thom (1926)[4]
- Aspergillus pulvinus Kwon-Chung & Fennell (1965)[4]
- Aspergillus puniceus Kwon-Chung & Fennell (1965)[4]
- Aspergillus purpureocrustaceus Visagie (2020)[2]
- Aspergillus purpureofuscus[4]
- Aspergillus purpureus Samson & Mouch. (1975)[4]
- Aspergillus pusillus[4]
- Aspergillus puulaauensis Jurjević, S.W. Peterson & B.W. Horn (2012)[4]
- Aspergillus pyramidus[4]
- Aspergillus pyri[4]

### Q
- Aspergillus qilianyuensis X.C. Wang & W.Y. Zhuang (2022)[2]
- Aspergillus qinqixianii Y. Horie, Abliz & R.Y. Li (2000)[4]
- Aspergillus qizutongii D.M. Li, Y. Horie, Yu X. Wang & R.Y. Li (1998)[4]
- Aspergillus quadricinctus E. Yuill (1953)[4]
- Aspergillus quadricingens Kozak. (1989)[4]
- Aspergillus quadrifidus[4]
- Aspergillus quadrilineatus Thom & Raper (1939)[4]
- Aspergillus quercinus[4]
- Aspergillus quininae[4]
- Aspergillus quitensis[4]

### R
- Aspergillus racemosus[4]
- Aspergillus raianus H.J. Chowdhery (1979)[4]
- Aspergillus rambellii Frisvad & Samson (2005)[4]
- Aspergillus ramosus[4]
- Aspergillus raperi Stolk & J.A. Mey. (1957)[2][4]
- Aspergillus recifensis A.C.R. Barros-Correia, R.N. Barbosa, Houbraken & Souza-Motta (2020)[2]
- Aspergillus recurvatus Raper & Fennell (1965)[2][4]
- Aspergillus rehmii[4]
- Aspergillus repandus[4]
- Aspergillus repens (Corda) Sacc. (1882)[4]
- Aspergillus reptans[4]
- Aspergillus restrictus G. Sm. (1931)[2]
- Aspergillus reticulatus F. Sklenář, Jurjević, S.W. Peterson & Hubka (2017)[2]
- Aspergillus rhizopodus J.N. Rai, Wadhwani & S.C. Agarwal (1975)[4]
- Aspergillus robustus M. Chr. & Raper (1978)[4]
- Aspergillus roseoglobosus[4]
- Aspergillus roseoglobulosus Frisvad & Samson (2004)[4]
- Aspergillus roseovelutinus Kamyschko (1968)[4]
- Aspergillus roseus Link ex Berk. (1836)[4]
- Aspergillus ruber (Jos. König, Spieck. & W. Bremer) Thom & Church (1926)[4]
- Aspergillus rubrobrunneus Samson & W. Gams (1986)[4]
- Aspergillus rubrum[4]
- Aspergillus rufescens[4]
- Aspergillus rugulosus Thom & Raper (1939)[4]
- Aspergillus rugulovalvus Samson & W. Gams (1986)[4]
- Aspergillus rutilans[4]

### S
- Aspergillus sacchari[4]
- Aspergillus saccharolyticus A. Sørensen, P.S. Lübeck & Frisvad (2011)[8]
- Aspergillus saitoi Sakag., Iizuka & M. Yamaz. ex Iizuka & K. Sugiy. (1965)[4]
- Aspergillus salinarum (Greiner, Peršoh, Weig & Rambold) Zalar & Greiner (2017)[2]
- Aspergillus salinicola Zalar, F. Sklenář, Visagie & Hubka (2017)[2]
- Aspergillus salisburgensis Zalar, L. Martinelli & G. Piñar (2017)[2]
- Aspergillus salviicola Udagawa, Kamiya & Tsub. (1994)[2]
- Aspergillus salwaensis Visagie, Houbraken, Fotedar, Frisvad & Samson (2014)[8]
- Aspergillus salviicola[4]
- Aspergillus sartoryi[4]
- Aspergillus savannensis A.J. Chen, Frisvad & Samson (2016)[2]
- Aspergillus scheelei[4]
- Aspergillus schiemanniae[4]
- Aspergillus sclerogenus Dadal. (1978)[4]
- Aspergillus sclerotialis (W. Gams & Breton) Houbraken, Tanney, Visagie & Samson (2014)[8]
- Aspergillus sclerotiicarbonarius Noonim, Frisvad, Varga & Samson (2008)[4]
- Aspergillus sclerotioniger Samson & Frisvad (2004)[4]
- Aspergillus sclerotiorum G.A. Huber (1933)[4]
- Aspergillus seifertii Visagie & N. Yilmaz (2020)[2]
- Aspergillus sejunctus[4]
- Aspergillus septatus[4]
- Aspergillus sepultus Tuthill & M. Chr. (1986)[10]
- Aspergillus sergii P. Rodrigues, S.W. Peterson, Venâncio & N. Lima (2012)[8]
- Aspergillus serratalhadensis L.F. Oliveira, R.N. Barbosa, G.M.R. Albuq., Souza-Motta & Viana Marques (2018)[2]
- Aspergillus sesamicola Visagie, Frisvad & Samson (2014)[8]
- Aspergillus shendaweii (Yaguchi, Abliz & Y. Horie) Samson, Visagie & Houbraken (2014)[8]
- Aspergillus siamensis Manoah, Eamvijarn & Yaguchi (2013)[8]
- Aspergillus sigurros Visagie (2020)[2]
- Aspergillus silvaticus Fennell & Raper (1955)[4]
- Aspergillus similanensis Dethoup (2016)[2]
- Aspergillus similis (Y. Horie, Udagawa, Abdullah & Al-Bader) Samson, Visagie & Houbraken (2014)[8]
- Aspergillus simplex[4]
- Aspergillus sloanii Visagie, Hirooka & Samson (2014)[8]
- Aspergillus sojae Sakag. & K. Yamada ex Murak. (1971)[2]
- Aspergillus solicola Samson, Visagie & Houbraken (2014)[8]
- Aspergillus sparsus Raper & Thom (1944)[4]
- Aspergillus spathulatus Takada & Udagawa (1985)[4]
- Aspergillus spectabilis M. Chr. & Raper (1978)[4]
- Aspergillus spelaeus A. Nováková, Hubka, S.W. Peterson & M. Kolařík (2015)[8]
- Aspergillus spelunceus Raper & Fennell (1965)[4]
- Aspergillus spiculosus Blaser (1976)[4]
- Aspergillus spinosus Kozak. (1989)[4]
- Aspergillus spinulosporus Hubka, S.W. Peterson & M. Kolařík (2016)[2]
- Aspergillus spinulosus Warcup (1965)[4]
- Aspergillus spiralis[4]
- Aspergillus stella-maris Zalar, Frisvad & Samson (2008)[4]
- Aspergillus stellatus Curzi (1934)[4]
- Aspergillus stellifer Samson & W. Gams (1986)[4]
- Aspergillus stelliformis F. Sklenar, Jurjević & Hubka (2020)[2]
- Aspergillus stercorarius A.J. Chen, Frisvad & Samson (2016)[4]
- Aspergillus sterigmatophorus[4]
- Aspergillus steynii Frisvad & Samson (2004)[4]
- Aspergillus stramenius R.O. Novak & Raper (1965)[4]
- Aspergillus striatulus Samson & W. Gams (1986)[4]
- Aspergillus striatus J.N. Rai, J.P. Tewari & Mukerji (1964)[4]
- Aspergillus stromatoides Raper & Fennell (1965)[4]
- Aspergillus strychni[4]
- Aspergillus subalbidus Visagie, Hirooka & Samson (2014)[8]
- Aspergillus subflavus Hubka, A. Nováková, Samson, Frisvad & Houbraken (2018)[2]
- Aspergillus subfuscus[4]
- Aspergillus subgriseus[4]
- Aspergillus sublatus Y. Horie (1979)[4]
- Aspergillus sublevisporus Someya, Yaguchi & Udagawa (1999)[4]
- Aspergillus subnutans A.J. Chen, Frisvad & Samson (2016)[2]
- Aspergillus subolivaceus Raper & Fennell (1965)[4]
- Aspergillus subramanianii Visagie, Frisvad & Samson (2014)[8]
- Aspergillus subsessilis Raper & Fennell (1965)[4]
- Aspergillus subunguis Wadhwani, Dudeja & M.P. Srivast. (1984)[4]
- Aspergillus subversicolor Jurjević, S.W. Peterson & B.W. Horn (2012)[4]
- Aspergillus sulphureoviridis A.J. Chen, Frisvad & Samson (2016)[2]
- Aspergillus sulphureus[4]
- Aspergillus sunderbanii[4]
- Aspergillus suttoniae J.P.Z. Siqueira, J. Gené, D. García & J. Guarro (2018)[2]
- Aspergillus sydowii (Bainier & Sartory) Thom & Church (1926)
- Aspergillus sylvaticus[4]
- Aspergillus syncephalis[4]

### T
- Aspergillus tabacinus[4]
- Aspergillus taichungensis Yaguchi, Someya & Udagawa (1995)[4]
- Aspergillus takadae Y. Horie, Yaguchi, Abliz & Matsuzawa (2019)[2]
- Aspergillus takakii Y. Horie, Abliz & K. Fukush. (1999)[4]
- Aspergillus taklimakanensis Abliz & Y. Horie (2001)[4]
- Aspergillus tamarii Kita (1913)[2]
- Aspergillus tamarindosoli Juan Chen, Frisvad & Samson (2017)[2]
- Aspergillus tanneri Kwon-Chung, Sugui & S.W. Peterson (2012)[8]
- Aspergillus tapirirae C. Ram & A. Ram (1972)[4]
- Aspergillus tardicrescens F. Sklenář, Houbraken, Zalar & Hubka (2017)[2]
- Aspergillus tardus Bissett & Widden (1985)[4]
- Aspergillus tasmanicus Hubka, Kubátová, Frisvad & M. Kolařík (2017)[2]
- Aspergillus tatenoi Y. Horie, Miyaji, Koji Yokoy., Udagawa & Camp.-Takagi (1992)[4]
- Aspergillus telluris B.D. Sun, X.Z. Jiang & A.J. Chen (2020)[2]
- Aspergillus templicola Visagie, Hirooka & Samson (2014)[8]
- Aspergillus tennesseensis Jurjević, S.W. Peterson & B.W. Horn (2012)[4]
- Aspergillus teporis Juan Chen, Frisvad & Samson (2017)[2]
- Aspergillus terrestris[4]
- Aspergillus terreus Thom (1918)
- Aspergillus terricola Marchal & É.J. Marchal (1893)[4]
- Aspergillus testaceocolorans Novobr. (1972)[4]
- Aspergillus tetrazonus[4]
- Aspergillus texensis P. Singh, M.J. Orbach & P.J. Cotty (2018)[2]
- Aspergillus thailandensis Tanney, Visagie & Seifert (2017)[2]
- Aspergillus thermomutatus[4]
- Aspergillus thesauricus Hubka & A. Nováková (2012)[2]
- Aspergillus thomi G. Sm. (1951)[4]
- Aspergillus tiraboschii[4]
- Aspergillus togoensis (Henn.) Samson & Seifert (1986)[4]
- Aspergillus tokelau[4]
- Aspergillus tonophilus Ohtsuki (1962)[4]
- Aspergillus toxicarius[4]
- Aspergillus toxicus Pummi Singh, K.A. Callicott, M.J. Orbach & P.J. Cotty (2020)[2]
- Aspergillus transcarpathicus A.J. Chen, Frisvad & Samson (2016)[2]
- Aspergillus transmontanensis P. Rodrigues, S.W. Peterson, N. Lima & Venâncio (2012)[2]
- Aspergillus trinidadensis Jurjević, G. Perrone & S.W. Peterson (2012)[2]
- Aspergillus trisporus Souza, Pereira, Moreira & Batista (2019)[2]
- Aspergillus tritici B.S. Mehrotra & M. Basu (1976)[4]
- Aspergillus tsunodae (Yaguchi, Abliz & Y. Horie) Samson, Visagie & Houbraken (2014)[2]
- Aspergillus tsurutae Y. Horie (2003)[4]
- Aspergillus tuberculatus Z.T. Qi & Z.M. Sun (1994)[4]
- Aspergillus tubingensis Mosseray (1934)[4]
- Aspergillus tumidus J.P.Z. Siqueira, Gené, Dania García & Guarro (2018)[2]
- Aspergillus tunetanus[4]
- Aspergillus turcosus S.B. Hong, Frisvad & Samson (2008)[8]
- Aspergillus turkensis Varga, Frisvad & Samson (2011)[2]

### U
- Aspergillus udagawae Y. Horie, Miyaji & Nishim. (1995)[4]
- Aspergillus umbrinus[4]
- Aspergillus umbrosus Bainier & Sartory (1912)[4]
- Aspergillus undulatus H.Z. Kong & Z.T. Qi (1986)[4]
- Aspergillus unguis (Émile-Weill & L. Gaudin) Thom & Raper (1934)[4]
- Aspergillus unilateralis Thrower (1954)[4]
- Aspergillus urmiensis Arzanlou, Houbraken & Samadi (2016)[2]
- Aspergillus usamii[4]
- Aspergillus ustilago[4]
- Aspergillus ustus (Bainier) Thom & Church (1926)[2]
- Aspergillus uvarum G. Perrone, Varga & Kozak. (2008)[4]

### V
- Aspergillus vadensis R.P. de Vries, K. Burgers, Vonderv., Frisvad, Samson & J. Visser (2004)[4]
- Aspergillus vancampenhoutii[4]
- Aspergillus vandermerwei Frisvad, Hubka, Samson & Houbraken (2018)[2]
- Aspergillus varanasensis[4]
- Aspergillus variabilis[4]
- Aspergillus varians Wehmer (1899)[4]
- Aspergillus variecolor[4]
- Aspergillus variegatus[4]
- Aspergillus velutinus[4]
- Aspergillus venenatus Jurjević, S.W. Peterson & B.W. Horn (2012)[4]
- Aspergillus venezuelensis Frisvad & Samson (2004)[4]
- Aspergillus versicolor (Vuill.) Tirab. (1908)[2]
- Aspergillus villosus F. Sklenář, S.W. Peterson & Hubka (2017)[2]
- Aspergillus vinaceus Ferranti, Iamanaka, Frisvad, O. Puel & J.J. da Silva (2020)[2]
- Aspergillus vinosobubalinus Udagawa, Kamiya & Kaori Osada (1993)[4]
- Aspergillus violaceobrunneus Samson & W. Gams (1986)[4]
- Aspergillus violaceofuscus Gasperini (1887)[4]
- Aspergillus violaceus Fennell & Raper (1955)[4]
- Aspergillus virens[4]
- Aspergillus viridicatenatus A.J. Chen, Frisvad & Samson (2016)[2]
- Aspergillus viridigriseus[4]
- Aspergillus viridinutans Ducker & Thrower (1954)[4]
- Aspergillus vitellinus (Ridl.) Samson & Seifert (1986)[4]
- Aspergillus vitis[4]
- Aspergillus vitricola[4]

### W
- Aspergillus waksmanii Hubka, S.W. Peterson, Frisvad & M. Kolařík (2013)[8]
- Aspergillus wangduanlii D.M. Li, Y. Horie, Yu X. Wang & R.Y. Li (1998)[4]
- Aspergillus warcupii Samson & W. Gams (1986)[4]
- Aspergillus waynelawii Tanney, Visagie & Seifert (2017)[2]
- Aspergillus wehmeri[4]
- Aspergillus welwitschiae (Bres.) Henn. (1907)[4]
- Aspergillus wentii Wehmer (1896)[4]
- Aspergillus westendorpii[4]
- Aspergillus westlandensis[8]
- Aspergillus westerdijkiae Frisvad & Samson (2004)[4]
- Aspergillus westlandensis Visagie, Varga, M. Meijer & Frisvad (2014)[2]
- Aspergillus whitfieldii Tanney, Visagie & Seifert (2017)[2]
- Aspergillus wisconsinensis A.J. Chen, Frisvad & Samson (2016)[2]
- Aspergillus wyomingensis A. Nováková, Dudová & Hubka (2013)[8]

### X
- Aspergillus xerophilus Samson & Mouch. (1975)[4]
- Aspergillus xishaensis X.C. Wang & W.Y. Zhuang (2022)[2]

### Y
- Aspergillus yezoensis[4]
- Aspergillus yunnanensis W.J. Cai, X.Z. Jiang, B.D. Sun & A.J. Chen (2019)[2]

### Z
- Aspergillus zhaoqingensis Z.T. Qi & Z.M. Sun (1991)[4]
- Aspergillus zonatus[4]
- Aspergillus zutongqii Juan Chen, Frisvad & Samson (2017)[2]